# Velika džamija u Agadezu
Velika džamija ili džamija Agadez (fra. Grande Mosquée) je istaknuta džamija u Agadezu, Niger. Izgrađena je od blata s drvenim granama. Originalno je izgrađena 1515., a obnovljena 1844. godine.

## Vanjske poveznice
|  | Zajednički poslužitelj ima još gradiva o temi Velika džamija u Agadezu |